# Леон (округ Вошара, Вісконсин)
Леон (англ. Leon) — місто (англ. town) в США, в окрузі Вошара штату Вісконсин. Населення — 1534 особи (2020).

## Демографія
Згідно з переписом 2010 року, у місті мешкало 1439 осіб у 623 домогосподарствах у складі 454 родин. Було 957 помешкань
Расовий склад населення:
| - 98,1 % — білих - 0,6 % — корінних американців - 0,1 % — чорних або афроамериканців - 0,1 % — азіатів - 1,0 % — осіб інших рас |

До двох чи більше рас належало 0,1 %. Частка іспаномовних становила 1,3 % від усіх жителів.
За віковим діапазоном населення розподілялося таким чином: 17,7 % — особи молодші 18 років, 62,8 % — особи у віці 18—64 років, 19,5 % — особи у віці 65 років та старші. Медіана віку мешканця становила 49,6 року. На 100 осіб жіночої статі у місті припадало 105,9 чоловіків;  на 100 жінок у віці від 18 років та старших — 110,3 чоловіків також старших 18 років.
Середній дохід на одне домашнє господарство  становив 67 074 долари США (медіана — 58 750), а середній дохід на одну сім'ю — 71 463 долари (медіана — 63 056). Медіана доходів становила 45 875 доларів для чоловіків та 36 842 долари для жінок. За межею бідності перебувало 4,6 % осіб, у тому числі 5,3 % дітей у віці до 18 років та 6,0 % осіб у віці 65 років та старших.
Цивільне працевлаштоване населення становило 759 осіб. Основні галузі зайнятості: виробництво — 24,6 %, освіта, охорона здоров'я та соціальна допомога — 21,2 %, роздрібна торгівля — 11,3 %, будівництво — 9,4 %.